# Valentin Daniel Preisler
Pour les articles homonymes, voir Preisler et Preissler.
 (juillet 2021).
Si vous disposez d'ouvrages ou d'articles de référence ou si vous connaissez des sites web de qualité traitant du thème abordé ici, merci de compléter l'article en donnant les références utiles à sa vérifiabilité et en les liant à la section « Notes et références ».
Valentin Daniel Preisler, ou Preissler (né le 18 avril 1717 à Nuremberg où il est mort le 8 avril 1765) est un graveur allemand.

## Biographie
Valentin Daniel Preisler est le fils cadet du peintre Johann Daniel Preisler et de son épouse Anna Felicitas Riedner (morte en 1743). Il suit les cours de Bernhard Vogel, et plus tard pendant deux ans ceux de son frère Johan Martin Preisler à Copenhague. Après la mort de Vogel, il termine l'édition gravée des peintures de Jan Kupecký, commencée par Vogel, et publiée à Nuremberg en 1745. Graveur raffiné qui a laissé une œuvre abondante, on retient de lui entre autres ses portraits de célèbres compositeurs de son temps comme Georg Philipp Telemann, Carl Heinrich Graun, Johan Agrell, et Ignazio Fiorillo. Valentin Daniel Preisler était marié à Anna Sophia Volland.

## Œuvres

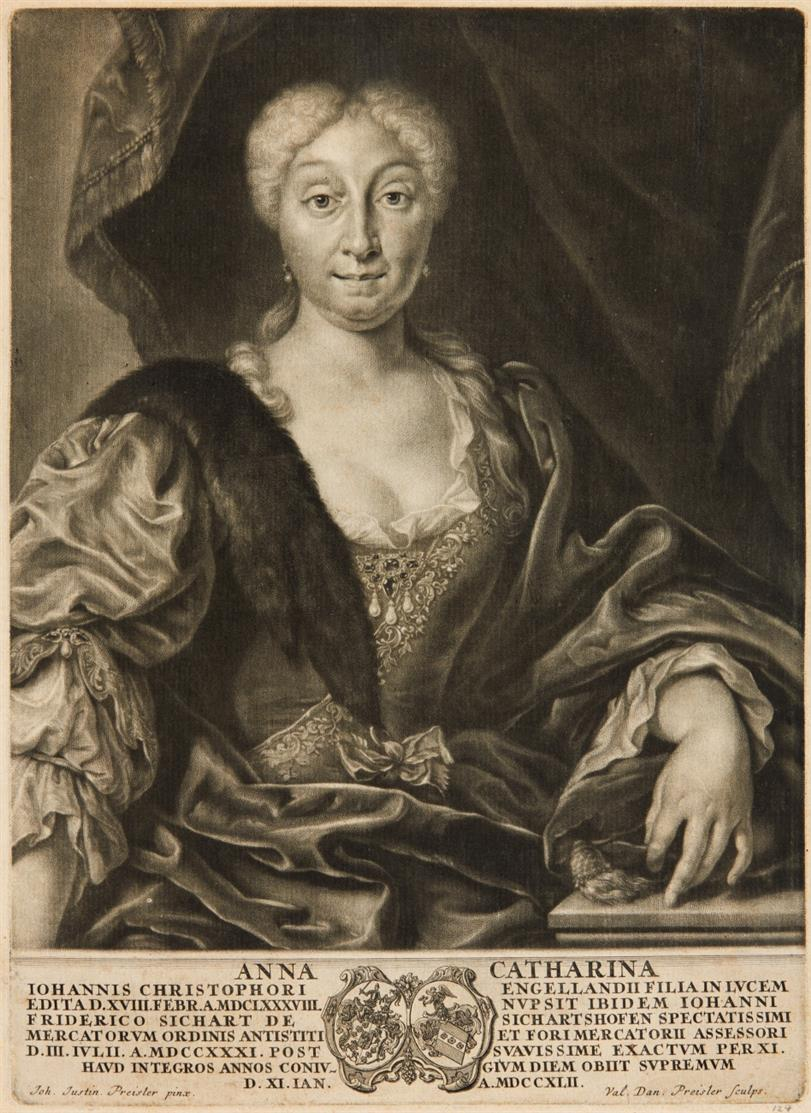
Portrait d'Anna Catharina Sichart von Sichartshofen (1742).
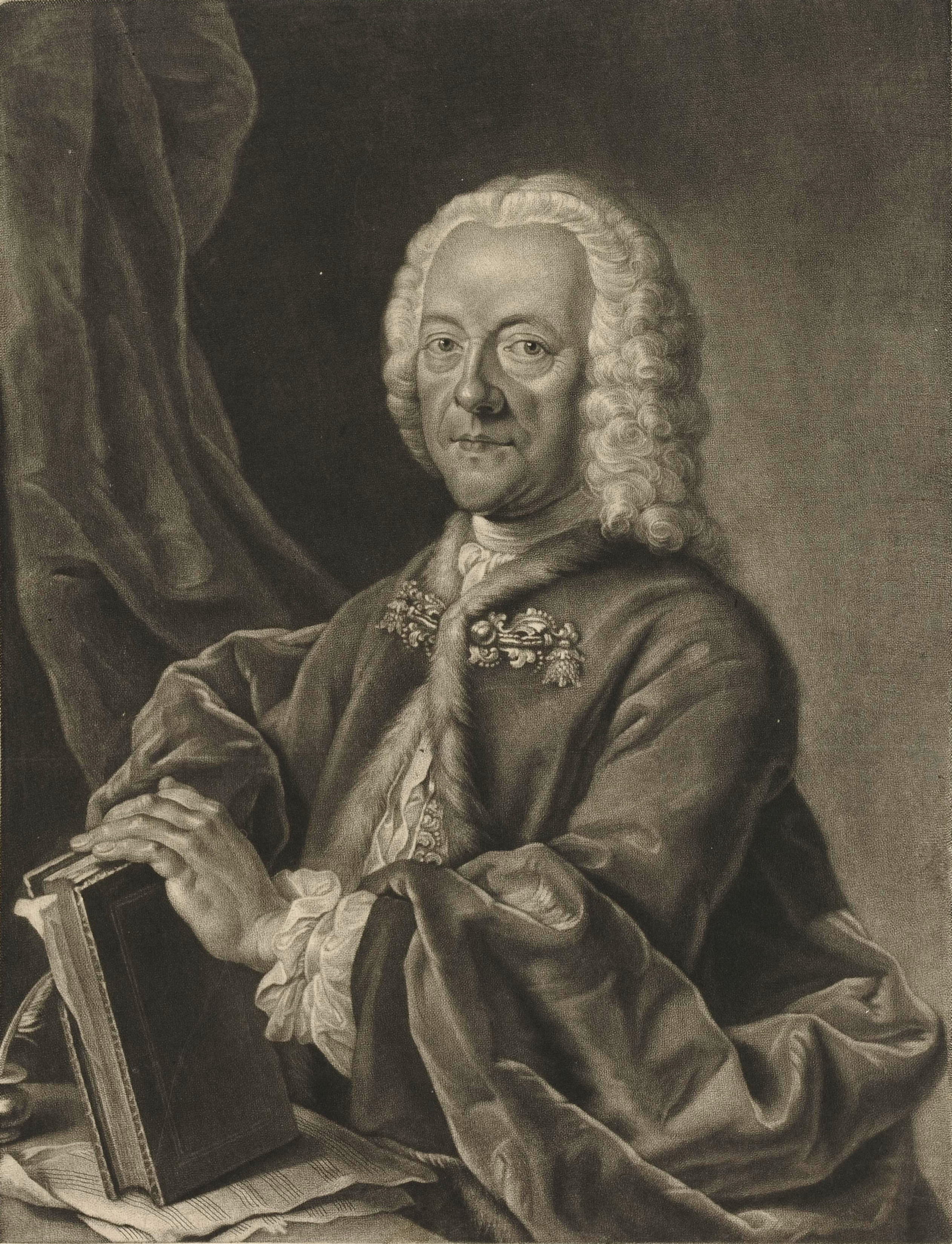
Portrait de Georg Philipp Telemann (1750).
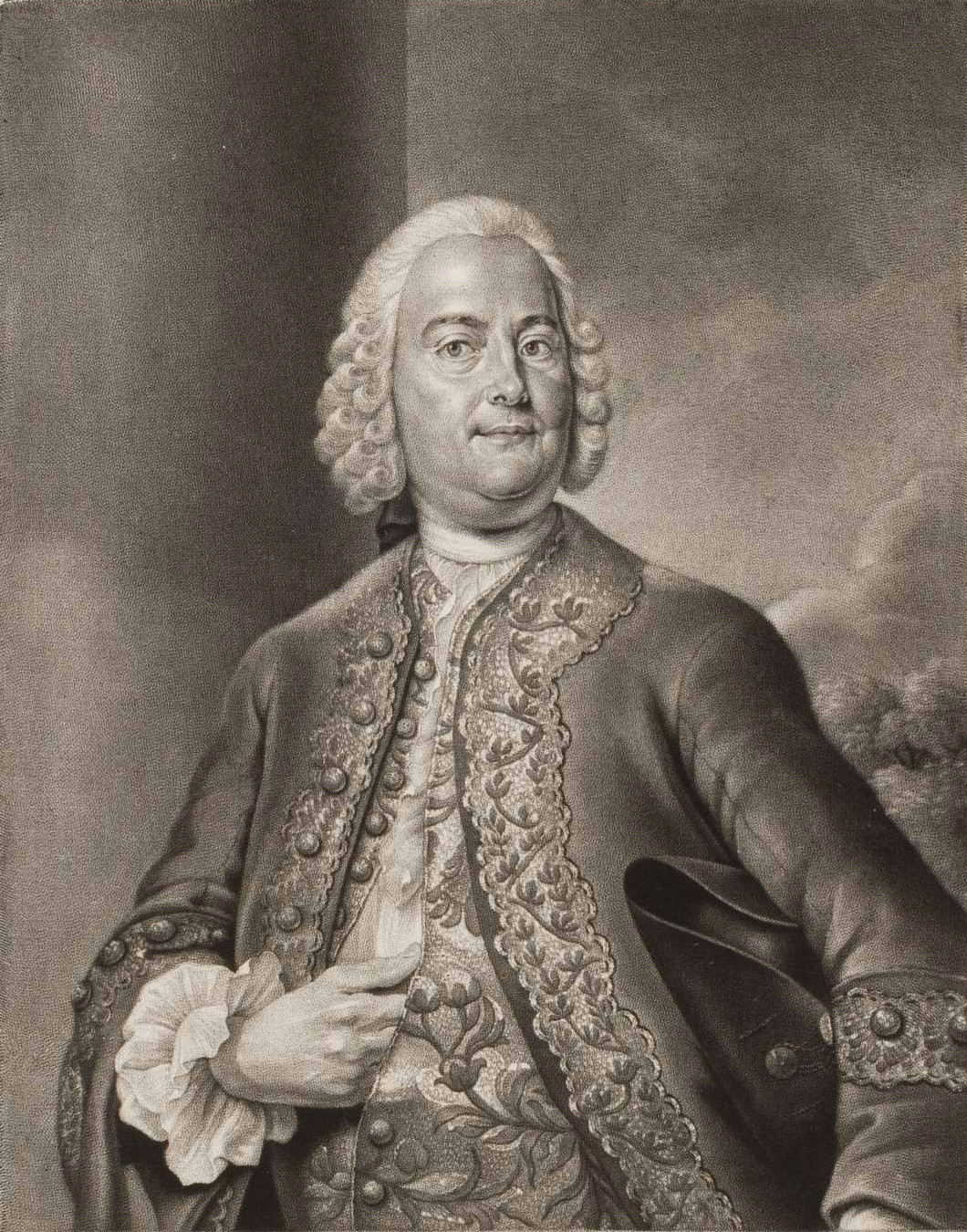
Portrait de Carl Heinrich Graun, d'après Andreas Møller (1752, Herzog August Bibliothek).